# 奧托 (宮相)
奧托（拉丁語：Otto；—643年），是墨洛溫王朝時期奧斯特拉西亞的貴族與政治人物，以擔任幼主西吉貝爾特三世聞名，並在老格里摩爾德爭奪宮相（maior domus）權位時遭殺害。

## 生平
奧托之父烏羅內斯（Urones）在達戈貝爾特一世在位時為奧斯特拉西亞王室家臣，家族屬地方貴族，與墨洛溫王室關係密切。約640年，奧托接替蘭登的丕平被任命為宮相和幼主西吉貝爾特三世的監護人，時值國王年幼（西吉貝爾特三世生於630年），奧托實際掌控奧斯特拉西亞政務。奧托反對丕平家族的格里摩爾德接任宮相，後者為蘭登的丕平之子，企圖透過操控西吉貝爾特三世鞏固權力。據《弗萊德加編年史》記載，奧托於西吉貝爾特三世在位第十年（即643/44年）遭阿拉曼尼公爵萊塔里奧二世暗殺，此舉被視為格里莫阿爾德清除政敵的關鍵行動。奧托之死標誌丕平家族（未來加洛林王朝先祖）在奧斯特拉西亞的崛起，格里莫阿爾德於644年正式成為宮相。

## 主要來源
「但有一位名叫奧托的人，他是家臣烏隆的兒子，曾經擔任年幼的西吉貝爾特的監護人。奧托對格里摩爾德充滿傲慢與嫉妒，千方百計想打壓他。而格里摩爾德則與屈尼貝爾主教結盟，暗中策劃如何將奧托趕出宮廷，並奪回自己父親曾擔任的宮相職位。在西吉貝爾特統治的第十年（642年），奧托因長期敵視格里莫阿爾德，最終被後者指使阿拉曼尼公爵萊塔里奧殺害。至此，格里摩爾德穩固掌握西吉貝爾特的宮相大權，成為奧斯特拉西亞全境的實際統治者。」
— 弗萊德加  編年史 （页面存档备份，存于）